# TECO
TECO is een teksteditor ontwikkeld door MIT in de jaren 60 van de twintigste eeuw, later door vele anderen gewijzigd.
De naam was oorspronkelijk acroniem voor paper Tape Editor and COrrector, later voor Text Editor and COrrector.
Een belangrijke eigenschap van TECO was zijn commandotaal, die krachtig genoeg was om hele programma's in te schrijven.  De editor Emacs (wat staat voor "editing macros") begon zijn bestaan als verzameling TECO-macro's.
TECO was een regeleditor, dat wil zeggen, je kon slechts regel voor regel bewerken. Het was echter een zeer krachtig instrument, omdat in één klap bijvoorbeeld dezelfde tekst in een document of programma door iets anders kon worden vervangen, waarbij ook variabelen gebruikt konden worden.